# Gegerkunci
Gegerkunci is een bestuurslaag in het regentschap Brebes van de provincie Midden-Java, Indonesië. Gegerkunci telt 5304 inwoners (volkstelling 2010).